# Спасителките
Спасителките е дамска попфолк група създадена през 2004 година в Димитровград от Добромира Тодорова (бивш член на Пантерите). Групата става популярна с песента „Спасителки“ на която е заснет и видеоклип. През 2005 г. издават единствения си албум „Една целувка“. Името на групата е заимствано от популярния американски сериал „Спасители на плажа“.

## Дискография

### Студийни албуми
- Една целувка (2005)

### Други песни
- Нека (2005)
- Нека (ремикс) (2006)
- Мръсни танци (2006)

## Видеоклипове
| Видеоклип           | Премиера | Албум        |
| ------------------- | -------- | ------------ |
| Спасителки          | 2004     | Една целувка |
| Обич                | 2005     | Една целувка |
| Една целувка        | 2005     | Една целувка |
| Огън                | 2005     | Една целувка |
| Спасителки (ремикс) | 2005     | Една целувка |
| Целуни ме           | 2006     | Една целувка |
| Нека (ремикс)       | 2006     | -            |
| Мръсни танци        | 2006     | -            |
| Жал ми е            | 2007     | Една целувка |
| С теб               | 2007     | Една целувка |